# Потураев, Валентин Никитич
Валентин Никитич Потураев (18 января 1922 года, Льговский уезд Курской губернии — 29 декабря 2003) — советский учёный-механик. Автор исследований в области динамики горных машин. Доктор технических наук (1965), профессор (1967). Академик АН УССР (1979, чл.-корр. с 1976). Лауреат Государственной премии УССР (1975). Член ВКП(б) с 1943 года.

## Биография
Валентин Никитович (Никитич) Потураев родился в селе Густомой Льговского уезда Курской губернии.
Его дед по отцовской линии, Алексей Потураев, приехал в город Каменское (в советское время — Днепродзержинск) Екатеринославской губернии в связи с голодом в южных губерниях России в конце XIX века. Принимал участие в строительстве нынешнего Днепровского металлургического комбината (ДМК), а затем начав с рабочего-каталя в плавильном цехе, Алексей Потураев вскоре достиг должности помощника мастера, и в начале XX века получил возможность перевезти в Каменское своих трех сыновей. Все они получили профессиональное образование в призаводских школах, очевидно, в то же время старшие сыновья Алексея Потураева были вовлечены в марксистское движение и РСДРП.
Отец В. Н. Потураева, Никита Алексеевич Потураев, родился в 1895 году, и, в отличие от старших братьев, активного участия в политической борьбе не принимал.
Мать В. Н. Потураева, Афанасия Емельяновна Дорошева (также 1895 г.р.), приходилась племянницей выдающемуся деятелю партии эсеров, Никите Ивановичу Дорошеву — выборщику 1-й Государственной Думы от крестьян, а впоследствии — депутату Учредительного Собрания России.
Её отец, Емельян Иванович Дорошев, также был известен в качестве неординарного местного лидера. Помимо роли силового арбитра в конфликтах между односельчанами, Е. И. Дорошев увлекался естественными науками. В частности, приобретя за собственные средства комплект инструментов для наблюдения за погодой и её прогнозирования, Емельян Дорошев стал корреспондентом Русского географического общества, и регулярно отправлял в Петербург отчеты о климатических условиях на Юге России.
После трагической и ранней гибели отца, мать В. Н. Потураева была взята на воспитание его братом — дядей Никитой. Находясь вместе с ним в ссылке в Иркутске в результате его активного участия в революции 1905 года, тем не менее, смогла закончить там женскую гимназию.
Не известно, с какого возраста родители В. Н. Потураева были близко знакомы — то ли с поры взросления в одном селе, то ли с периода остановки «в связи с разрухой» ДМК.
Окончил механический факультет Днепропетровского института инженеров железнодорожного транспорта (1948).
В 1953—1974 годах работал в Днепропетровском горном институте, в 1971—1974 годах заведующий кафедрой горных машин и комплексов, с июня 1972 года по апрель 1973 года ректор.
В 1978—1985 годах председатель Приднепровского научного центра АН УССР.
Член Президиума Академии Наук УССР (1978-85), председатель научного совета «Научные проблемы добычи и обогащения минерального сырья» Академии Наук УССР, председатель секции горных машин комитета международной федерации по теории машин.
В. Н. Потураев создал научную школу в области динамики и прогностики тяжёлых горных машин для добычи и переработки полезных ископаемых. Разработал методы конструирования и расчёта упругих элементов машин из высокополимерных материалов. Государственная премия УССР (1975) — за создание и внедрение нового вида крепей для шахт Донбасса. Премия им. А. Н. Динника Президиума Академии Наук УССР (1981) — за цикл работ «Научные основы прочности и разрушения резиновых конструкций машин». Премия СМ СССР (1987) — за создание и внедрение способов перемещения руды мощными вибропитателями.
Скончался 29 декабря 2003 года. Похоронен на Запорожском кладбище города Днепра.
Награждён орденами «Красной Звезды» (1945), «Знак Почёта», «Октябрьской Революции» (1982), «Отечественной Войны» (1985), «За мужество» (2002).
Лауреат премии им. А. Н. Динника Президиума АН УССР (1981), премии СМ СССР (1987).